# Filargiri Juni
Filargiri Juni o Filargire Juni o Junili Flagri (en llatí Philargyrius Junius, Phylargyrus Junius o Junilius Flagrius) va ser un escriptor romà, el nom del qual apareix mencionat en les tres formes indicades. Formava part de la gens Júnia.
Va ser comentarista de les Bucòliques i les Geòrgiques de Virgili, però les seves observacions són menys elaborades que les de Servi. Va conservar diverses cites d'autors antics, les obres dels quals han desaparegut. Probablement va viure en temps de Valentinià I.